# Parafia św. Antoniego z Padwy w Jersey City
Parafia św. Antoniego z Padwy w Jersey City (ang. St. Anthony of Padua Parish) – parafia rzymskokatolicka położona w Jersey City w stanie New Jersey w Stanach Zjednoczonych.
Jest ona wieloetniczną parafią w archidiecezji Newark, z mszą św. w j. polskim dla polskich imigrantów.
Ustanowiona w 1884 roku i dedykowana św. Antoniemu z Padwy.

## Nabożeństwa w j.polskim
- W tygodniu – 8:00
- Niedziela – 10:30